# Santa Clara County Public Health Department
Le Santa Clara County Public Health Department (en français Département de santé publique du comté de Santa Clara - abrégé SCCPHD) est l'agence de santé publique du comté de Santa Clara, en Californie, qui fait partie du système de santé du comté de Santa Clara. Sara Cody est l'actuelle directrice de la santé publique et agente de santé du comté de Santa Clara.

## Historique
Le département a été accrédité par le Public Health Accreditation Board en mars 2016. En 2020, le département a été l'un des premiers aux États-Unis à émettre un ordre de confinement à domicile en réponse à la pandémie de Covid-19 aux États-Unis.